# Хименес, Карлос
Карлос Хименес Санчес (исп. Carlos Jiménez Sánchez, род. 10 февраля 1976 года в Мадриде, Испания) — бывший испанский профессиональный баскетболист, выступал на позиции лёгкого форварда. В настоящее время занимает должность ассистента главного тренера в испанской «Малаге». Отличался хорошей игрой в защите и высоким процентом реализации штрафных бросков.

## Клубная карьера
Перед началом сезона 2002-03 годов в НБА Хименес был приглашен на сбор командой «Сакраменто Кингз», однако перед началом сезона был отчислен. В августе 2011 года после пяти сезонов за «Малагу» игрок вернулся в «Эстудиантес», подписав годичный контракт.
В 2011 году выступал за «Эстудиантес», а в апреле 2012 года за шесть матчей до окончания первенства Испании решил объявить о завершении карьеры игрока.
Однако 17 сентября 2012 года он вернулся на профессиональную арену, подписав контракт сроком на один месяц с правом продления ещё на один месяц со своим бывшим клубом «Малага».

### Международная карьера
В составе сборной Испании на крупном международном уровне Хименес дебютировал на чемпионате Европы 1999 года, где его команда завоевала серебряные медали. Также выступал за сборную на чемпионатах Европы 2003 и 2007 года.
Представлял национальную команду на чемпионате мира 2006 года в Японии, где его команда стала чемпионом. Также является серебряным призёром Олимпиады 2008 года в Пекине. Единственной сборной, которой проиграли испанцы, была команда США. После турнира Хименес заявил о завершении карьеры в национальной сборной, хотя был некоторое время её капитаном. Хименес является рекордсменом из ныне играющих испанских баскетболистов по количеству завоеванных наград на различных международных соревнованиях.
Перед началом Олимпийского турнира в Пекине Хименес был связан со скандальным фото, которое было широко растиражировано испанской прессой, где он и его партнеры по команде жестами показывали азиатский разрез глаз. Фотография была сделана на баскетбольной площадке, а также на ней фигурировал китайский дракон. Фотография была частью рекламной кампании одного из спонсоров сборной компании «Seur» и использовалась только на территории Испании.
Как заявлял его товарищ по команде Пау Газоль, «Предполагалось, что это будет смешно, но ни в коем случае не хотелось никого обижать или делать что-то противозаконное… я приношу свои извинения всем, кто не так понял и решил, что ему нанесено оскорбление».
Другой испанский баскетболист Хосе Кальдерон от имени команды заявлял: «Мы не считаем, что сделали что-то выходящее за рамки правил, а также не рассчитывали, что наш жест будет воспринят в неправильном свете…Я не сомневаюсь, что некоторые журналисты осветили его так как не следовало бы делать».

## Достижения

### Клубные
«Эстудиантес» :
- Обладатель Кубка Короля : 1999-00

### Международные
Сборная Испании :
- Чемпион мира : 2006
- Серебряный призёр Олимпийских игр : 2008
- Серебряный призёр чемпионата Европы (3) : 1999, 2003, 2007
- Бронзовый призёр чемпионата Европы : 2001